# Franz von Rziha

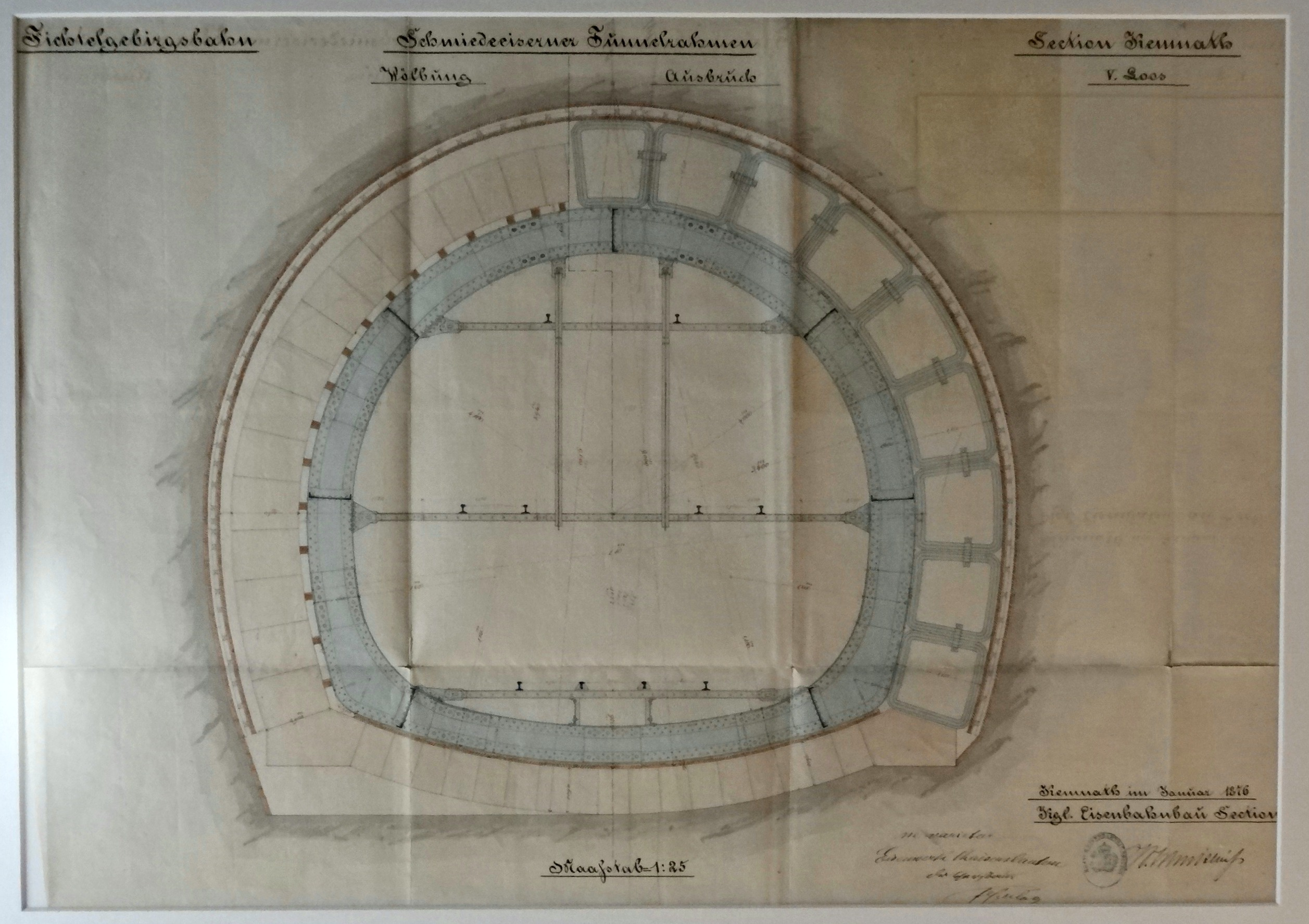
Planskizze der Tunnelrüstung nach dem System von Franz von Rziha, Fichtelgebirgsbahn

Franz von Rziha (spr. rschi-), auch Franz Ržiha (* 28. März 1831 in Hainspach (Lipová u Šluknova) in Böhmen; † 22. Juni 1897 in Maria Schutz in Niederösterreich) war Eisenbahn- und Tunnelbauer und Erfinder.

## Leben
Franz von Rziha studierte Technik am Polytechnikum in Prag und arbeitete ab 1851 beim Bau der Semmeringbahn und danach der Bahn über den Karst. Wegen dieser Erfahrungen wurde er 1856 zum Bau der Wilhelmsbahn nach Preußisch-Schlesien berufen, insbesondere zum Bau des Tunnels bei Czernitz nahe Ratibor. 1857 führte er mit Knäbel mehrere Tunnel auf der Ruhr-Siegbahn aus. 1861 baute er den schwierigsten Teil der Bahn von Kreiensen nach Holzminden, entwarf die Pläne für den 1865 errichteten Luhetal-Viadukt bei Greene und wandte dort 1862 erstmals das von ihm entwickelte Tunnelbausystem in Eisen statt der üblichen Holzrahmen bei den Stollen zu den Eisenbahntunneln bei Ippensen und am Naensener Tunnel erfolgreich an. 1864 veröffentlichte er ein Werk über die von ihm konzipierte Tunnelbaumethode in Eisen. Zusammen mit seinem Vater Eduard Rziha, einem Genie-Offizier der Österreichischen Armee, erhielt er den auf der Versammlung der österreichischen Berg- und Hüttenmänner 1864 gestifteten Geldpreis für ihre gemeinsame Arbeit „Über die Theorie der bergmännischen Sprengarbeit“.
1866 trat er in den Staatsdienst des Herzogtums Braunschweig, trassierte und baute mehrere Eisenbahnstrecken und verwaltete als Oberbergmeister die fiskalischen Braunkohlengruben, bis sie wirtschaftlich genug betrieben werden konnten, um 1870 verkauft werden zu können.
1870 trassierte er in Böhmen und Sachsen rund 500 km Eisenbahnlinien und baute zwischen 1871 und 1874 als Unternehmer vier böhmische Bahnen. Ein von ihm 1872 abgegebenes Angebot zum Bau des Gotthardtunnels war keine Offerte, sondern eine reine Interessenbekundung, und wurde deshalb nicht berücksichtigt. 1874 erfolgte seine Berufung als Oberingenieur ins österreichische Handelsministerium. Von 1878 bis zu seinem Tod lehrte Rziha als Professor für Eisenbahn- und Tunnelbau an der Technischen Hochschule in Wien, im Studienjahr 1887/88 war er auch Rektor der Hochschule. Daneben war er vielfach als Sachverständiger und Berater tätig, so u. a. beim Bau des Arlbergtunnels.
Außerdem engagierte er sich in der Vorläuferinstitution des österreichischen Bundesdenkmalamtes und machte sich in der Erforschung mittelalterlicher Steinmetzzeichen verdient, indem er deren lang verborgenes Geheimnis zu entschlüsseln versuchte. Er entwickelte eine Theorie, nach welcher sämtliche Steinmetzzeichen seit der Antike aus einem von 14 verschiedenen geometrischen Grundschlüsseln entwickelt worden seien. Diese Theorie gilt in der heutigen Forschung jedoch als sehr unwahrscheinlich. Dennoch werden heute vielerorts neue Steinmetzzeichen anhand seiner Schlüssel entworfen.
1883 wurde er als Franz Ritter von Rziha in den Adelsstand erhoben.

## Schriften
- Die neue Tunnelbaumethode in Eisen. Berlin 1864.
- Lehrbuch der gesamten Tunnelbaukunst. 2 Bände. Berlin 1867–72 (2. Auflage 1874, Reprint Essen 1986/87; Digitalisat, Digitalisat).
- Der englische Einschnittsbetrieb. Berlin 1872.
- Die Bedeutung des Hafens von Triest für Österreich. 2. Auflage, Wien 1873 (auch ital. u. engl.)
- Bauerteilung des St. Gotthard-Tunnelbaues. Wien 1875.
- Die Leistungen der Mechanik bei den Bohrungen im Mont Cenis und St. Gotthard. In: Schriften des Vereines zur Verbreitung naturwissenschaftlicher Kenntnisse in Wien. Wien 1876, S. 726–748.
- Eisenbahn-Unter- und Oberbau. 3 Bände. Wien 1876/77.
- Die ehemalige Judith-Brücke zu Prag, das erste grosse Ingenieur-Werk in Böhmen. Selbstverlag, Prag 1878.
- Erfahrungen über eiserne Stollenrüstung. Wien 1882.
- Studien über Steinmetzzeichen. Wien 1883 (Reprint: Berlin 1989; auch in frz. Übersetzung: Études sur les Marques des Tailleurs De Pierres).
- Der Bau des Arlbergtunnels. Wien 1885.
- Schlagende Wetter. Eine populäre Darstellung dieser bergmännischen Tagesfrage. Ein Vortrag gehalten im Verein zur Verbreitung naturwissenschaftlicher Kenntnisse in Wien am 10. Februar 1886. Selbstverlag des Vereins, Wien 1886.
- Der wissenschaftliche Anteil Österreichs am Eisenbahnbau. Wien 1887.
- Die Bohrfestigkeit von Gesteinen. 1888.
- Das Problem der Wiener Wasserversorgung. 1894.
- Das Dynamit: und seine culturhistorische und technische Bedeutung. 1896.
- Josef Kramny: Artikel-Autorenverzeichnis In: Mittheilungen der k.k. Central-Commission zur Erforschung und Erhaltung der Baudenkmale. 1856–1906, S. 26.